# Ecuación de estado
En física y química, una ecuación de estado es una ecuación constitutiva para sistemas hidrostáticos que describe el estado de agregación de la materia como una relación matemática entre la temperatura, la presión, el volumen, la densidad, la energía interna y posiblemente otras funciones de estado asociadas con la materia.
La mayoría de las ecuaciones de estado modernas se formulan en la energía libre de Helmholtz. Las ecuaciones de estado son útiles para describir las propiedades de las sustancias puras y las mezclas en estado líquido, gaseoso y sólido, así como el estado de la materia en el interior de las estrellas. Aunque existen muchas ecuaciones de estado, ninguna predice con precisión las propiedades de las sustancias en todas las condiciones. La búsqueda de una ecuación de estado universal ha distanciado tres siglos. 

## Resumen
En la actualidad, no existe una ecuación de estado única que prediga con precisión las propiedades de todas las sustancias en todas las condiciones. Un ejemplo de ecuación de estado que correlaciona las densidades de los gases y los líquidos con las temperaturas y las presiones es la ley de los gases ideales, que es aproximadamente precisa para gases débilmente polares a bajas presiones y temperaturas moderadas. Esta ecuación se vuelve cada vez menos precisa a presiones más altas y temperaturas más bajas, y no permite predecir la condensación de un gas a un líquido.
La forma general de una ecuación de estado puede escribirse como
{\displaystyle f(p,V,T)=0}
donde {\displaystyle p} es la presión, {\displaystyle V} el volumen y {\displaystyle T} la temperatura del sistema. Sin embargo, también se pueden utilizar otras variables en esa forma. Está directamente relacionada con la regla de Gibbs, es decir, el número de variables independientes depende del número de sustancias y fases del sistema.
Una ecuación utilizada para modelar esta relación se denomina ecuación de estado. En la mayoría de los casos, este modelo comprenderá algunos parámetros empíricos que suelen ajustarse a los datos de medición. Las ecuaciones de estado también pueden describir sólidos, incluida la transición de sólidos de un estado cristalino a otro. Las ecuaciones de estado también se utilizan para modelar el estado de la materia en el interior de las estrellas, incluidas las estrellas de neutrones, la materia densa (plasma de quarks-gluones) y los campos de radiación. Un concepto relacionado es la ecuación de estado utilizada en cosmología de los fluidos perfectos.
Las ecuaciones de estado se aplican en muchos campos, como la ingeniería de procesos y la industria petrolera, así como en la industria farmacéutica.
Se puede utilizar cualquier conjunto coherente de unidades, aunque se prefieren las unidades del SI. La temperatura absoluta se refiere al uso del Kelvin (K), siendo cero el cero absoluto.

## Introducción
Las ecuaciones de estado son útiles para describir las propiedades de los fluidos, mezclas, sólidos o incluso del interior de las estrellas. Cada sustancia o sistema hidrostático tiene una ecuación de estado característica dependiente de los niveles de energía moleculares y sus energías relativas, tal como se deduce de la mecánica estadística.
El uso más importante de una ecuación de estado es para predecir el estado de gases. Una de las ecuaciones de estado más simples para este propósito es la ecuación de estado del gas ideal, que es aproximable al comportamiento de los gases a bajas presiones y temperaturas mayores a la temperatura crítica. Sin embargo, esta ecuación pierde mucha exactitud a altas presiones y bajas temperaturas, y no es capaz de predecir la condensación de gas en líquido. Por ello, existe una serie de ecuaciones de estado más precisas para gases y líquidos. Entre las ecuaciones de estado más empleadas sobresalen las ecuaciones cúbicas de estado. De ellas, las más conocidas y utilizadas son la ecuación de Peng-Robinson (PR) y la ecuación de Redlich-Kwong-Soave (RKS). Hasta ahora no se ha encontrado alguna ecuación de estado que prediga correctamente el comportamiento de todas las sustancias en todas las condiciones.
Además de predecir el comportamiento de gases y líquidos, también hay ecuaciones de estado que predicen el volumen de los sólidos, incluyendo la transición de los sólidos entre los diferentes estados cristalinos. Hay ecuaciones que modelan el interior de las estrellas, incluyendo las estrellas de neutrones. Un concepto relacionado es la ecuación de estado del fluido perfecto, usada en cosmología.

## Modelos matemáticos de estado más usadas
Analizando el comportamiento de los gases que se puede observar en los diagramas PνT o Pν, se han propuesto muchos modelos matemáticos distintos que se aproximan a dicho comportamiento. Sin embargo, estos modelos no pueden predecir el comportamiento real de los gases para todo el amplio espectro de presiones y temperaturas, sino que sirven para distintos rangos y distintas sustancias. Por eso, según las condiciones con las cuales se esté trabajando, conviene usar uno u otro modelo matemático.
En las siguientes ecuaciones las variables están definidas como aparece a continuación; se puede usar cualquier sistema de unidades aunque se prefieren las unidades del Sistema Internacional de Unidades:
P = Presión (atmósferas)
V = Volumen
n = Número de moles
ν = V/n = Volumen molar, el volumen de un mol de gas
T = Temperatura (K)
R = constante de los gases ideales (8,314472 J/mol·K) o (0,0821 atm·L/mol·K)

## Modelo matemático ideal - Ley del gas ideal
La ecuación de los gases ideales realiza las siguientes aproximaciones:
1. Considera que las moléculas del gas son puntuales, es decir que no ocupan volumen.
2. Considera despreciables a las fuerzas de atracción-repulsión entre las moléculas.

Tomando las aproximaciones anteriores, la ley de los gases ideales puede escribirse
{\displaystyle P\upsilon _{m}=RT\,}
ν es el volumen específico, que se define como el volumen total sobre la masa (con unidades en gramos, kilogramos, libras, etc.) o como el volumen total sobre la cantidad de materia (medida en gramos moles, libras moles, etc.). El primero se denomina volumen específico másico y el segundo volumen específico molar. Para la expresión anterior se utiliza el volumen específico molar. Si se quiere expresar en función del volumen total, se tiene lo siguiente:
{\displaystyle PV=nRT}
Además, puede expresarse de este modo
{\displaystyle P=\rho (\gamma -1)u\,}
donde {\displaystyle \rho } es la densidad, {\displaystyle \gamma } el índice adiabático y u la energía interna. Esta expresión está en función de magnitudes intensivas y es útil para simular las ecuaciones de Euler dado que expresa la relación entre la energía interna y otras formas de energía (como la cinética), permitiendo así simulaciones que obedecen a la Primera Ley.

### Restricciones del modelo ideal
La ecuación de los gases ideales no tiene buena correlación con el comportamiento de los gases reales. Al considerar el volumen molecular y las fuerzas de atracción-repulsión despreciables, no es fiable cuando el volumen es pequeño o la temperatura es baja, ya que los factores que se despreciaron influyen más. Por eso se la utiliza a altas temperaturas (la energía cinética de las moléculas es alta comparada con las fuerzas de atracción-repulsión) y bajas presiones (el volumen es muy grande comparado con el volumen de las moléculas del gas). En general el criterio utilizado es que se puede utilizar dicha ecuación cuando la temperatura a la que se está trabajando (o el rango de temperaturas) es superior a dos veces la temperatura crítica del compuesto. 
En la gráfica Pν, la zona de temperaturas superior a dos veces la temperatura crítica corresponde a las isotermas que superan a la isoterma crítica. Al estar tan lejos de la campana húmeda del gráfico, las curvas isotérmicas se aproximan a la forma que tienen en el gráfico Pν para los gases ideales. En dicho gráfico, la pendiente de las curvas isotérmicas se puede sacar haciendo la derivada parcial de la presión en función del volumen específico molar, quedando lo siguiente:

{\displaystyle P={\frac {RT}{\upsilon }}\Rightarrow {\frac {dP}{d\upsilon }}=-{\frac {RT}{\upsilon ^{2}}}}

Teniendo en cuenta el módulo de la derivada, y considerando sólo el primer cuadrante, nos quedan isotermas similares a las de la imagen a continuación:

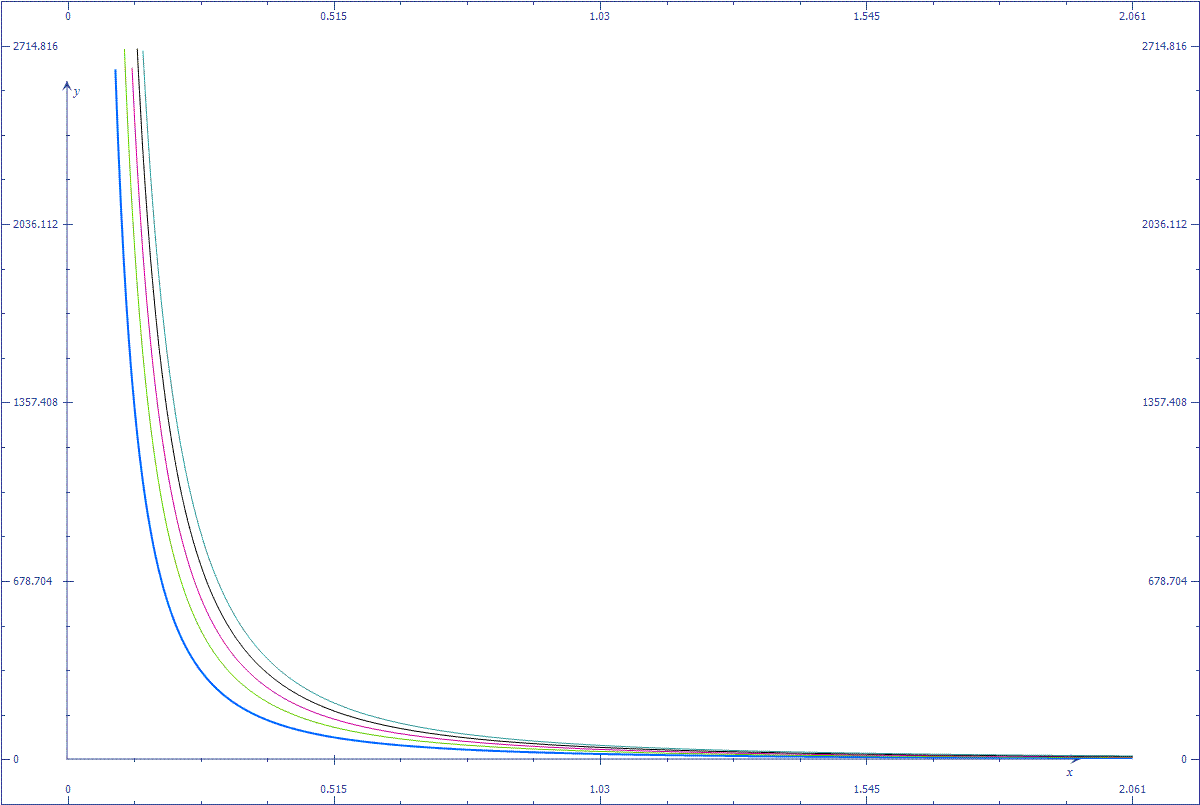
Gráfico Pv utilizando el modelo ideal.

## El factor de compresibilidad z
Si bien hay muchos modelos matemáticos distintos, todos se pueden generalizar mediante la siguiente expresión:
{\displaystyle P\upsilon ={\boldsymbol {z}}RT}
z es lo que se denomina factor de compresibilidad, que representa cuán alejado estamos del modelo ideal de los gases. Si z vale 1, entonces el modelo ideal es aplicable. Dependiendo de la presión los valores de z pueden ser menores o mayores a 1. Si la presión es baja dominan las fuerzas intermoleculares atractivas, las cuales reducen el volumen respecto al del gas ideal y z será menor que 1. A presiones altas dominan las fuerzas repulsivas, las cuales expandirán el gas respecto al gas ideal y z será mayor que 1.
La desviación z se puede calcular con cualquiera de los modelos matemáticos. De la ecuación anterior sale que
{\displaystyle z={\frac {P\upsilon }{RT}}}
Si se resuelve lo anterior para los distintos modelos, se puede hallar z. Según qué modelo estemos usando, el z expresará la desviación de ese modelo respecto al modelo ideal.
Si estamos trabajando a cierta presión y temperatura, tendremos cierto valor de volumen específico. Si tenemos una medición experimental del volumen específico, podemos expresar
{\displaystyle z={\frac {\frac {P\upsilon _{r}}{RT}}{\frac {P\upsilon _{i}}{RT}}}={\frac {\upsilon _{r}}{\upsilon _{i}}}}
donde νi es el volumen específico molar ideal  y  νr el volumen específico molar real (medido).
La expresión anterior sirve también para hallar z usando el volumen específico calculado con el modelo ideal y el calculado con otro de los modelos matemáticos.

### Modelo matemático de Van der Waals
La ecuación de Van der Waals es una ecuación que generaliza la ecuación de los gases ideales, haciendo entrar en consideración tanto el volumen finito de las moléculas de gas como otros efectos que afectan al término de presiones. Tiene la forma:

{\displaystyle \left(P+{\frac {a}{\upsilon ^{2}}}\right)\left(\upsilon -b\right)=RT}

Nótese que ν es el volumen molar. En esta expresión, a, b y R son constantes que dependen de la sustancia en cuestión. Pueden calcularse a partir de las propiedades críticas de este modo:
De la gráfica Pv, podemos observar que el punto crítico (para cada compuesto) presenta las siguientes características: 
1. Es un máximo, ya que es el punto mayor de la campana, por lo que la derivada primera en ese punto, al tratarse de un extremo, debe ser cero.
2. Es un punto de inflexión de la isoterma crítica, ya que en ese punto dicha isoterma cambia de concavidad, por lo que la derivada segunda en ese punto debe ser cero.

De las dos condiciones de arriba, y como el punto crítico pertenece tanto a la campana como a la isoterma crítica, podemos sacar dos ecuaciones:
{\displaystyle {\frac {dP}{d\upsilon }}=0}
{\displaystyle {\frac {d^{2}P}{d\upsilon ^{2}}}=0}
ambas evaluadas en el punto crítico, o sea usando valores de temperatura, presión y volumen específico críticos. De esta forma podemos despejar a y b de las ecuaciones, ya que tenemos 2 ecuaciones y 2 incógnitas (conocemos las propiedades críticas de los compuestos). Si resolvemos, nos queda lo siguiente:
{\displaystyle b={\frac {\upsilon _{C}}{3}}}
{\displaystyle a={\frac {9}{8}}RT_{C}\upsilon _{C}}
Si además usamos la siguiente ecuación, que es válida en utilizando las propiedades críticas para hallar el z crítico, cuyo valor coincide para la misma familia de gases,
{\displaystyle P_{C}\upsilon _{C}=z_{C}RT_{C}\Rightarrow \upsilon _{C}={\frac {z_{C}RT_{C}}{P_{C}}}}
Si reemplazamos el volumen crítico por la relación de arriba, llegamos a las ecuaciones de a y b:
{\displaystyle a={\frac {9}{8}}{\frac {R^{2}T_{C}^{2}}{P_{C}}}z_{C}}
{\displaystyle b={\frac {1}{3}}{\frac {RT_{C}}{P_{C}}}z_{C}}
La ecuación de Van der Waals fue una de las primeras que describía el comportamiento de los gases visiblemente mejor que la ley del gas ideal. En esta ecuación a se denomina el parámetro de atracción y b el parámetro de repulsión o el volumen molar efectivo. Mientras que la ecuación es muy superior a la ley del gas ideal y predice la formación de una fase líquida, sólo concuerda con los datos experimentales en las condiciones en las que el líquido se forma. Mientras que la ecuación de Van der Waals se suele apuntar en los libros de texto y en la documentación por razones históricas, hoy en día está obsoleta. Otras ecuaciones modernas sólo un poco más difíciles son mucho más precisas.
La ecuación de Van der Waals puede ser considerada como la "ley del gas ideal mejorada", por las siguientes razones:
1. Trata a las moléculas como partículas con volumen, no como puntos en el espacio. Por ello V no puede ser demasiado pequeño, y se trabaja con (V - b) en lugar de V.
2. Mientras que las moléculas del gas ideal no interaccionan, Van der Waals considera que unas moléculas atraen a otras dentro de una distancia equivalente al radio de varias moléculas. No provoca efectos dentro del gas, pero las moléculas de la superficie se ven atraídas hacia el interior. Se ve esto al disminuir la presión exterior (usada en la ley del gas ideal), y por ello se escribe (P + algo) en lugar de P. Para evaluar este 'algo', se examina la fuerza de atracción actuando en un elemento de la superficie del gas. Mientras que la fuerza que actúa sobre cada molécula superficial es ~{\displaystyle \rho }, la resultante sobre el elemento completo es ~{\displaystyle \rho ^{2}}~{\displaystyle {\frac {1}{V_{m}^{2}}}}

### Modelo matemático deClausius
Menos popular que su predecesora, la ecuación de VdW y, a su vez, antecedente de R-K, en 1880 formuló la relación:
{\displaystyle \left[P+{\frac {a}{T(v+c)^{2}}}\right](v-b)=RT.}

### Modelo matemático del Virial
{\displaystyle {\frac {PV_{m}}{RT}}=1+{\frac {B}{V_{m}}}+{\frac {C}{V_{m}^{2}}}+{\frac {D}{V_{m}^{3}}}+\dots }
{\displaystyle B=-V_{c}\,}
{\displaystyle C={\frac {V_{c}^{2}}{3}}}
{\displaystyle R={\frac {3P_{c}V_{c}}{T_{c}}}}
Aunque generalmente no es la ecuación de estado más conveniente, la ecuación del Virial es importante dado que puede ser obtenida directamente por mecánica estadística. Si se hacen las suposiciones apropiadas sobre la forma matemática de las fuerzas intermoleculares, se pueden desarrollar expresiones teóricas para cada uno de los coeficientes. En este caso B corresponde a interacciones entre pares de moléculas, C a grupos de tres, y así sucesivamente.
Estas interacciones son denominadas viriales y pueden ser expresadas como complicadas integrales de las fuerzas intermoleculares. Si se conocieran las fuerzas intermoleculares entre cualesquiera combinaciones de moléculas en función de las separaciones moleculares, sería posible efectuar las integraciones requeridas y obtener expresiones para los coeficientes viriales sin recurrir a datos experimentales.
Desgraciadamente, estos cálculos son extremadamente complejos, y aun no han sido completados con éxito, excepto para ciertos potenciales de fuerzas intermoleculares simplificados.

### Modelo matemático de Redlich-Kwong
{\displaystyle P={\frac {RT}{V_{m}-b}}-{\frac {a}{{\sqrt {T}}V_{m}\left(V_{m}+b\right)}}}

Donde
{\displaystyle a={\frac {1}{2^{1/3}-1}}{\frac {R^{2}T_{c}^{2.5}}{9P_{c}}}}
{\displaystyle b=(2^{1/3}-1){\frac {RT_{c}}{3P_{c}}}}
{\displaystyle R\,} = constante de los gases (8.31451 J/mol·K)
Introducida en 1949, la ecuación de Redlich-Kwong fue una mejora considerable sobre las otras ecuaciones de la época. Aún goza de bastante interés debido a su expresión relativamente simple. Aunque es mejor que la ecuación de Van der Waals, no da buenos resultados sobre la fase líquida y por ello no puede usarse para calcular precisamente los equilibrios líquido-vapor. Sin embargo, puede usarse conjuntamente con expresiones concretas para la fase líquida en tal caso.
La ecuación de Redlich-Kwong es adecuada para calcular las propiedades de la fase gaseosa cuando el cociente entre la presión y la presión crítica es menor que la mitad del cociente entre la temperatura y la temperatura crítica.

### Modelo matemático de Soave
En 1972 Soave reemplazó el término a/√(T) de la ecuación de Redlich-Kwong por una expresión α(T,ω) función de la temperatura y del factor acéntrico. La función α fue concebida para cuadrar con los datos de las presiones de vapor de los hidrocarburos; esta ecuación describe acertadamente el comportamiento de equilibrio de fases de estas sustancias.
{\displaystyle P={\frac {RT}{V_{m}-b}}-{\frac {a\alpha }{V_{m}\left(V_{m}+b\right)}}}
R = Constante de los gases (8,31451 J/(K·mol))
{\displaystyle a={\frac {R^{2}T_{c}^{2}}{9P_{c}(2^{1/3}-1)}}}
{\displaystyle b={\frac {(2^{1/3}-1)RT_{c}}{3P_{c}}}}
{\displaystyle \alpha =\left(1+\left(0,48508+1,55171\omega -0,15613\omega ^{2}\right)\left(1-T_{r}^{0,5}\right)\right)^{2}}
{\displaystyle T_{r}={\frac {T}{T_{c}}}}
en donde ω es el factor acéntrico del compuesto. Por otro lado, debido a las diferencias en comportamiento que presenta el hidrógeno frente al resto de los componentes, la siguiente expresión fue sugerida para evaluar la función α:
{\displaystyle \alpha =1,202\exp \left(-0,30288T_{r}\right)}

### Modelo matemático de Peng-Robinson
{\displaystyle P={\frac {RT}{V_{m}-b}}-{\frac {a\alpha }{V_{m}^{2}+2bV_{m}-b^{2}}}}
R = Constante de los gases (8,31451 J/(K·mol))
{\displaystyle a={\frac {0,45723553R^{2}T_{c}^{2}}{P_{c}}}}
{\displaystyle b={\frac {0,07779607RT_{c}}{P_{c}}}}
{\displaystyle \alpha =\left(1+\left(0,37464+1,54226\omega -0,26992\omega ^{2}\right)\left(1-T_{r}^{0,5}\right)\right)^{2}}
{\displaystyle T_{r}={\frac {T}{T_{c}}}}
Donde ω es el factor acéntrico del compuesto.
La ecuación de Peng-Robinson fue desarrollada en 1976 para cumplir los siguientes objetivos:
1. Los parámetros habían de poder ser expresados en función de las propiedades críticas y el factor acéntrico.
2. El modelo debía ser razonablemente preciso cerca del punto crítico, particularmente para cálculos del factor de compresibilidad y la densidad líquida.
3. Las reglas de mezclado no debían emplear más que un parámetro sobre las interacciones binarias, que debía ser independiente de la presión, temperatura y composición.
4. La ecuación debía ser aplicable a todos los cálculos de todas las propiedades de los fluidos en procesos naturales de gases.

Generalmente la ecuación de Peng-Robinson da unos resultados similares a la de Soave, aunque es bastante mejor para predecir las densidades de muchos compuestos en fase líquida, especialmente los apolares.
R = constante de los gases (8,31451 J/mol·K)

### Modelo matemático de Beattie-Bridgeman
Este es un modelo de 5 constantes, cuyas ecuaciones son las siguientes
{\displaystyle P={\frac {RT}{\upsilon ^{2}}}\left(1-{\frac {c}{\upsilon T^{3}}}\right)\left(\upsilon +B\right)-{\frac {A}{\upsilon ^{2}}}}
{\displaystyle A=A_{0}\left(1-{\frac {a}{\upsilon }}\right)}
{\displaystyle B=B_{0}\left(1-{\frac {b}{\upsilon }}\right)}
Por consiguiente, las 5 constantes son {\displaystyle {\boldsymbol {a,b,c,A_{0},B_{0}}}}

### Ecuación de Benedict-Webb-Rubin
Esta modelización realizada en 1940 especialmente para hidrocarburos livianos y las mezclas de los mismos también es denominada ecuación BWR.
{\displaystyle P={\frac {RT}{\upsilon }}+\left(B_{0}RT-A_{0}-{\frac {C_{0}}{T^{2}}}\right){\frac {1}{\upsilon ^{2}}}+{\frac {bRT-a}{\upsilon ^{3}}}+{\frac {\alpha a}{\upsilon ^{6}}}+{\frac {c}{\upsilon ^{3}T^{2}}}\left(1+{\frac {\gamma }{\upsilon ^{2}}}\right)\exp \left(-{\frac {\gamma }{\upsilon ^{2}}}\right)}
La modelización matemática BWR aproxima al comportamiento real de los gases cuando la densidad es menor que 2,5 veces la densidad reducida: {\displaystyle \delta <2,5\delta _{r}} o {\displaystyle \rho <2,5\rho _{r}}, siendo ρ o δ la inversa del volumen específico ν de la ecuación. Por eso también se la puede encontrar de la siguiente forma:
{\displaystyle P=\rho RT+\left(B_{0}RT-A_{0}-{\frac {C_{0}}{T^{2}}}\right)\rho ^{2}+\left(bRT-a\right)\rho ^{3}+\alpha a\rho ^{6}+{\frac {c\rho ^{3}}{T^{2}}}\left(\beta +\gamma \rho ^{2}\right)\exp \left(-\gamma \rho ^{2}\right)}
La modelización BWR es una ampliación de la Modelización Beattie-Bridgeman que plantea una ecuación de 5 constantes. La ecuación BWR tiene 8 constantes: {\displaystyle {\boldsymbol {a,b,c,A_{0},B_{0},C_{0},\gamma ,\alpha }}}

### Ecuación de BWRS
{\displaystyle P=\rho RT+\left(B_{0}RT-A_{0}-{\frac {C_{0}}{T^{2}}}+{\frac {D_{0}}{T^{3}}}-{\frac {E_{0}}{T^{4}}}\right)\rho ^{2}}
{\displaystyle +\left(bRT-a-{\frac {d}{T}}\right)\rho ^{3}+\alpha \left(a+{\frac {d}{T}}\right)\rho ^{6}+{\frac {c\rho ^{3}}{T^{2}}}\left(1+\gamma \rho ^{2}\right)\exp \left(-\gamma \rho ^{2}\right)}
ρ = densidad molar
Los valores de los parámetros para quince sustancias pueden encontrarse en: K.E. Starling, Fluid Properties for Light Petroleum Systems.

### Elliott, Suresh, Donohue
La ecuación de estado de Elliott, Suresh, y Donohue (ESD) fue propuesta en 1990. Pretende corregir una desviación de la ecuación de estado de Peng-Robinson, en la cual existe una imprecisión en el término de repulsión de van der Waals. La ecuación tiene en cuenta el efecto de la forma de las moléculas apolares y puede extenderse a polímeros añadiendo un término extra (no se muestra). La ecuación fue desarrollada a partir de simulaciones informáticas y comprende la física esencial del tamaño, forma y puente de hidrógeno.
{\displaystyle {\frac {P\upsilon }{RT}}=Z=1+{\frac {4\left\langle c\eta \right\rangle }{1-1,9\eta }}-{\frac {9,5\left\langle qY\eta \right\rangle }{1+1,7745\left\langle Y\eta \right\rangle }}}
Donde:
{\displaystyle c=\mathrm {un\,\,factor\,\,de\,\,forma} \,}
{\displaystyle \eta =b\rho \,}
{\displaystyle q=1+1,90476(c-1)\,}
{\displaystyle Y=\exp \left({\frac {\epsilon }{kT}}\right)-1,0617}

### Ecuación de Bose ideal
La ecuación de estado para un gas de Bose ideal es

{\displaystyle PV_{m}=RT~{\frac {{\textrm {Li}}_{\alpha +1}(z)}{\zeta (\alpha )}}\left({\frac {T}{T_{c}}}\right)^{\alpha }}

donde α es un exponente específico del sistema (por ejemplo, en ausencia de un campo potencial, α=3/2), z es exp(μ/kT) donde μ es el potencial químico, Li es el polilogaritmo, ζ es la función zeta de Riemann y Tc es la temperatura crítica a la cual el condensado de Bose-Einstein empieza a formarse.

### Ecuación PC-SAFT
La ecuación de estado PC-SAFT se aplica a las fases gaseosa y líquida de un sistema y es:
{\displaystyle Z=Z_{Cadena}+Z_{Disp}+Z_{Asoc}}
donde ZCadena es la contribución estructural al factor de compresibilidad y ZDisp y ZAsoc son 
las contribuciones debidas a las fuerzas de dispersión y asociación, respectivamente.